# Frank Young (sculpteur)
Pour les articles homonymes, voir Young et Frank Young.
Frank Young, né en 1940 à Los Angeles (Californie), est un sculpteur américain.

## Biographie
Frank Young étudie la sculpture à l'Art Center College of Design et au Chouinard Art Institute. En 1963, il déménage à New York et en 1969, Young a sa première exposition solo au Fort Wayne Art Museum et à Boston. En 1977, il participe à la documenta 6 à Cassel.
Frank Young vit à New York.